# Kenta Nishimoto

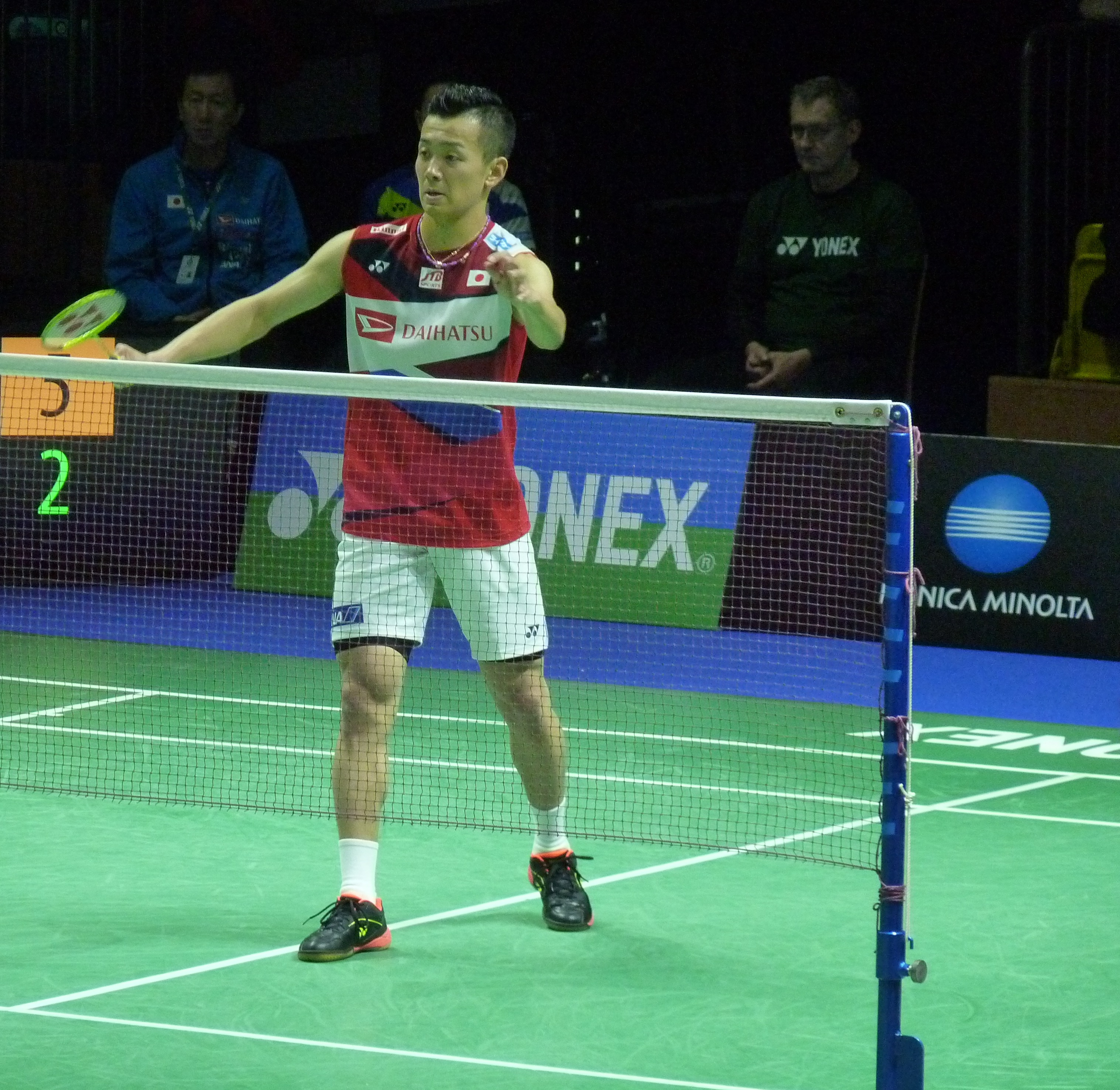
Kenta Nishimoto bei den German Open 2019

Kenta Nishimoto (japanisch 西本 拳太; * 30. August 1994 in Ise, Präfektur Mie) ist ein japanischer Badmintonspieler.

## Karriere
Nishimoto gab 2011 sein internationales Debüt bei den Osaka International. Im folgenden Jahr wurde er mit der japanischen Nachwuchsmannschaft Juniorenasienmeister und Vize-Juniorenweltmeister. Bei den Russian Open zog Nishimoto 2013 ins Endspiel ein, in dem er gegen den Russen Wladimir Iwanow in drei Sätzen unterlag. Zwei Jahre später stand er bei der Japanischen Meisterschaft im Herreneinzel auf dem Podium. 2016 war Nishimoto Teil der japanischen Herrenmannschaft, die bei den Asienmeisterschaften in Hyderabad Zweiter wurde. Bei der nationalen Meisterschaft gewann er im Herreneinzel außerdem seinen ersten Titel. Im nächsten Jahr nahm Nishimoto an der Sommer-Universiade teil und erspielte sowohl im Herreneinzel als auch beim Mannschaftswettkampf die Silbermedaille. Bei der Japanischen Meisterschaft und den French Open erreichte er jeweils das Finale, während er mit der Nationalmannschaft Asienmeister wurde und beim Sudirman Cup, der Mannschaftsweltmeisterschaft der gemischten Teams, Dritter wurde. 2018 erreichte Nishimoto bei zwei Turnieren der BWF World Tour, den Malaysia Masters und den Hong Kong Open das Finale, unterlag jedoch in beiden Endspielen. Bei den Asienspielen erspielte er im Einzel und mit dem Nationalteam jeweils die Bronzemedaille. Außerdem stand er erneut im Finale der Japanischen Meisterschaft und wurde beim Thomas Cup mit der japanischen Herrenmannschaft Zweiter. Im folgenden Jahr zog Nishimoto ins Endspiel des Sudirman Cups ein, in dem Japan ein weiteres Mal gegen China unterlag und wurde auch bei den nationalen Titelkämpfen und den German Open Vizemeister. 2020 war er Teil der japanischen Auswahl, die bei der Asienmeisterschaft die Bronzemedaille erspielte, während er bei den Thailand Masters im Herreneinzel Zweiter wurde. Im Folgejahr gewann er die Bronzemedaille beim Thomas Cup und wurde beim Sudirman Cup Zweiter. 2022 feierte Nishimoto seinen ersten Welt-Tour-Titel, als er sich bei den Japan Open gegen Chou Tien-chen durchsetze.

## Sportliche Erfolge
| Jahr | Veranstaltung                 | Platz |
| ---- | ----------------------------- | ----- |
| 2015 | Japanische Meisterschaft 2015 | 3.    |
| 2016 | Japanische Meisterschaft 2016 | 1.    |
| 2017 | Japanische Meisterschaft 2017 | 2.    |
| 2018 | Japanische Meisterschaft 2018 | 2.    |
| 2019 | Japanische Meisterschaft 2019 | 2.    |

| Jahr | Veranstaltung           | Platz |
| ---- | ----------------------- | ----- |
| 2013 | Russia Open 2013        | 2.    |
| 2017 | Sommer-Universiade 2017 | 2.    |
| 2017 | French Open 2017        | 2.    |
| 2018 | Asienspiele 2018        | 3.    |
| 2018 | Malaysia Masters 2018   | 2.    |
| 2018 | Hong Kong Open 2018     | 2.    |
| 2019 | German Open 2019        | 2.    |
| 2020 | Thailand Masters 2020   | 2.    |
| 2022 | Japan Open 2022         | 1.    |

| Jahr | Veranstaltung                    | Platz |
| ---- | -------------------------------- | ----- |
| 2012 | Junioren-Asienmeisterschaft 2012 | 1.    |
| 2012 | Junioren-Weltmeisterschaft 2012  | 2.    |
| 2016 | Asienmeisterschaft 2016          | 2.    |
| 2017 | Sommer-Universiade 2017          | 2.    |
| 2017 | Asienmeisterschaft 2017          | 1.    |
| 2017 | Sudirman Cup 2017                | 3.    |
| 2018 | Thomas Cup 2018                  | 2.    |
| 2018 | Asienspiele 2018                 | 3.    |
| 2019 | Sudirman Cup 2019                | 2.    |
| 2020 | Asienmeisterschaft 2020          | 3.    |
| 2021 | Thomas Cup 2020                  | 3.    |
| 2021 | Sudirman Cup 2021                | 2.    |